# Vireo latimeri
El vireo puertorriqueño (Vireo latimeri) es una especie de ave paseriforme de la familia Vireonidae perteneciente al género Vireo. Es endémico de Puerto Rico.

## Distribución y hábitat
Se encuentra en el oeste y centro de Puerto Rico (hacia el este hasta Loíza Aldea, Caguas y Patillas).
La especie ocurre principalmente en bosques de colinas de caliza, y también en plantaciones de café. También ocurre en manglares en Torrecilla-Piñones, pero, bastante extraño, no es encontrado en ninguna otra área de manglar de la isla.